# متحف الحبيلين (ردفان)
متحف الحبيلين بردفان بمحافظة الضالع ، افتتح في 1978
وهو متحف لآثار فترة الكفاح المسلح ضد الاستعمار البريطاني.

## أقسام المتحف
وتضم مقتنياته: الأسلحة والوثائق والصور، وتضم إليه حالياً القطع الأثرية التي يتم العثور عليها في المنطقة.